# Geographie Omans

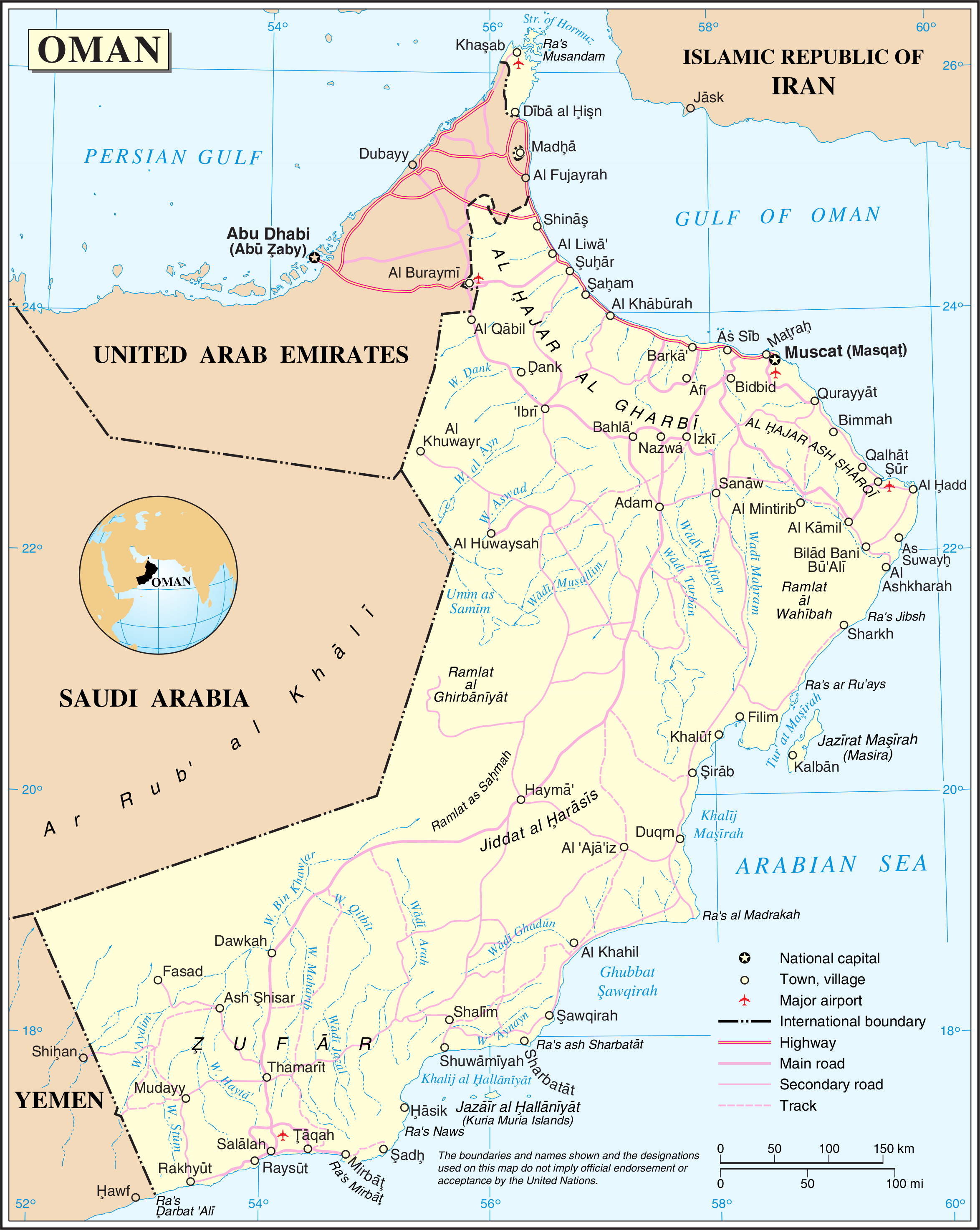
Karte von Oman

Die Geographie Omans ist die Beschreibung der physischen Beschaffenheit des Staatsgebietes des Sultanats Oman sowie der hierdurch bedingten Wechselwirkung zwischen diesem Lebensraum und seinen Bewohnern. Ursprünglich bezeichnet Oman eine Region im Südosten der arabischen Halbinsel, welche auch die Vereinigten Arabischen Emirate mit einschließt, nicht jedoch die heute zum Sultanat gehörende Region Dhofar.

## Physische Geographie

### Die Nordküste Omans

#### Die Hauptstadtregion

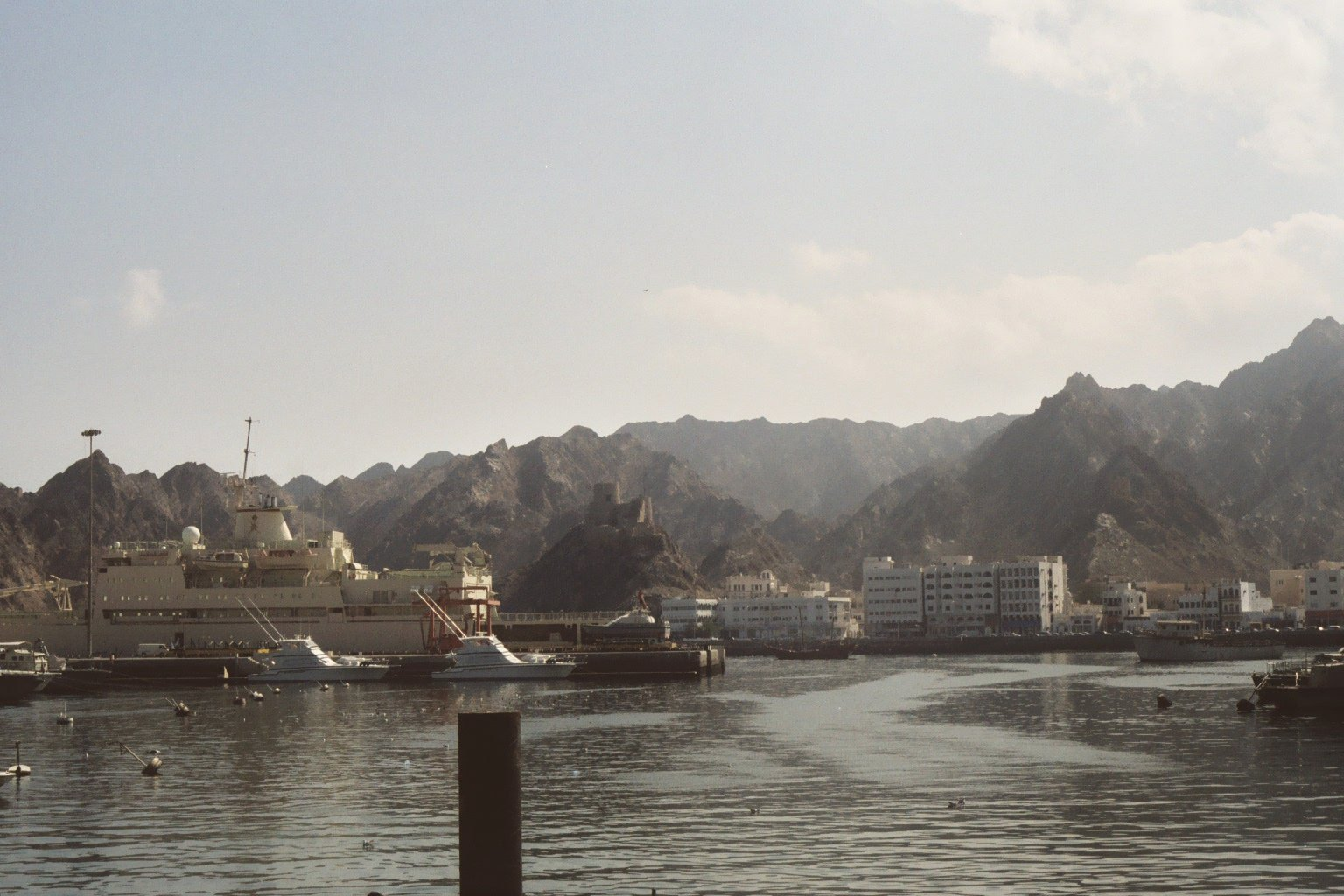
Der Hafen von Maskat

Maskat ist die Hauptstadt Omans, obwohl sie nicht den Raum bietet alle Funktionen einer Hauptstadt aufzunehmen, diese verteilen sich auf die umliegenden, teilweise aus dem Nichts entstandenen Orte der „Capital Area“. Sultan Qabus ibn Said hat hier einen seiner Paläste, aber die auffälligsten Gebäude der Stadt sind die zwei Festungen aus der portugiesischen Besatzungszeit, Mirani und Jalali.
Matrah ist einer der wichtigsten Orte, auch schon früher als Handelsplatz der Karawanen. Trotz vieler Shopping Malls in umliegenden Stadtteilen erfüllt der alte Markt noch seine zentrale Versorgungsrolle und dürfte auch nach der Renovierung 2005 seine Atmosphäre behalten. Der Hafen Matrahs ist der wichtigste des Landes. Ruwi ist ein wegen Platzmangel nach 1970 aus dem „Matrah Business District“ neu entstandener Stadtteil und Geschäftszentrum. Maskats zentraler Busbahnhof befindet sich hier.
Am Kap Ras al-Hamra finden sich frühgeschichtliche Ausgrabungen aus dem fünften Jahrtausend v. Chr. Einen Kilometer östlich davon liegt der moderne Ölhafen Mina al-Fahal, und vier Kilometer nördlich vor der Küste die Insel Al Fahal, westlich an der Küste die reicheren Stadtteile Qurum, Medinat Qaboos und Al-Khuwair mit Villen, Botschaften, Banken und Ministerien.
Bawshar hat alte, relativ ursprüngliche Ortsteile im Wadi. In grünen Gärten und Palmenhainen steht das Wohnfort Bait Maqham. Bis vor einigen Jahren war Sib am Westrand der Capital Area ein Fischerdorf, nun steht dort der internationale Flughafen und es entwickelte sich zur Großstadt.

#### Die Küstenebene Al-Batina
Die Al-Batina erstreckt sich über 400 Kilometer westlich bis zu den Vereinigten Arabischen Emiraten zwischen dem Hadschar-Gebirge und dem Golf von Oman. Durch die Wadis wird so viel Wasser herangeführt, dass in der fruchtbaren Ebene Zitrusfrüchte, Mangos, Tomaten und viel anderes Obst und Gemüse gedeihen. In früheren Jahrhunderten kamen immer wieder Eroberer, gegen die sich mit Forts, Stadtmauern und anderen Anlagen verteidigt wurde. Manche wurden auch von erfolgreichen Eroberern errichtet.
Barka ist die erste Stadt jenseits der Capital Area mit einer mächtigen Festungsanlage und einer Stierkampfarena. Am Kap Ras as-Sawadi an attraktivem Strand entsteht ein Tourismuskomplex. Der Landspitze unmittelbar vorgelagert sind die Sawadi-Inseln. Die einige Kilometer weiter nordöstlich gelegenen Daimaniyyat-Inseln sind ein unbewohntes Naturschutzgebiet. as-Suwaiq war früher als Hafen wichtig und ist heute ein Paradebeispiel für omanische Stadtentwicklung: Das alte Zentrum um das Fort mit dem Suq verliert die Bedeutung als Handelsort an neu entstandene Einkaufsstraßen und die Gegend ist weitgehend zersiedelt.
Das historisch bedeutsame Suhar hatte als Handelshafen seine Blütezeit vor über tausend Jahren, als arabische Seefahrer bis nach China segelten. Angeblich stammt Sindbad aus dieser Stadt. Zeugnisse aus frühen Epochen kann man im Museum sehen, die Festung ist eine der größten des Landes. Heute beginnt Suhar sich zur Industriestadt zu verwandeln. Im Hafen von Schinas stehen noch einige Dhaus. 35 Kilometer weiter erreicht man schon das Emirat Fudschaira.

### Die Bergwelt Omans

#### Die Halbinsel Musandam
Die Exklave Musandam, ein Ausläufer des Hadschar-Gebirges, ragt im Norden Omans weit in den Persischen Golf hinein. Dadurch bildet sich die Straße von Hormus, durch die Tanker einen großen Teil des Erdöls der Welt befördern. Durch die Vereinigten Arabischen Emirate ist Musandam vom restlichen Staatsgebiet Omans getrennt. Chasab ist die Hauptstadt der von zerklüfteten Fjorden und spektakulären Berglandschaften geprägten Region. Kumzar ist der nördlichste Ort Omans direkt an der Straße von Hormus.
Dibba al-Baya ist im Süden Musandams eine Stadt, die sowohl in Oman als auch in den Emiraten Schardscha und Fudschaira liegt. Madha ist eine weitere, noch kleinere Enklave innerhalb der Vereinigten Arabischen Emirate.

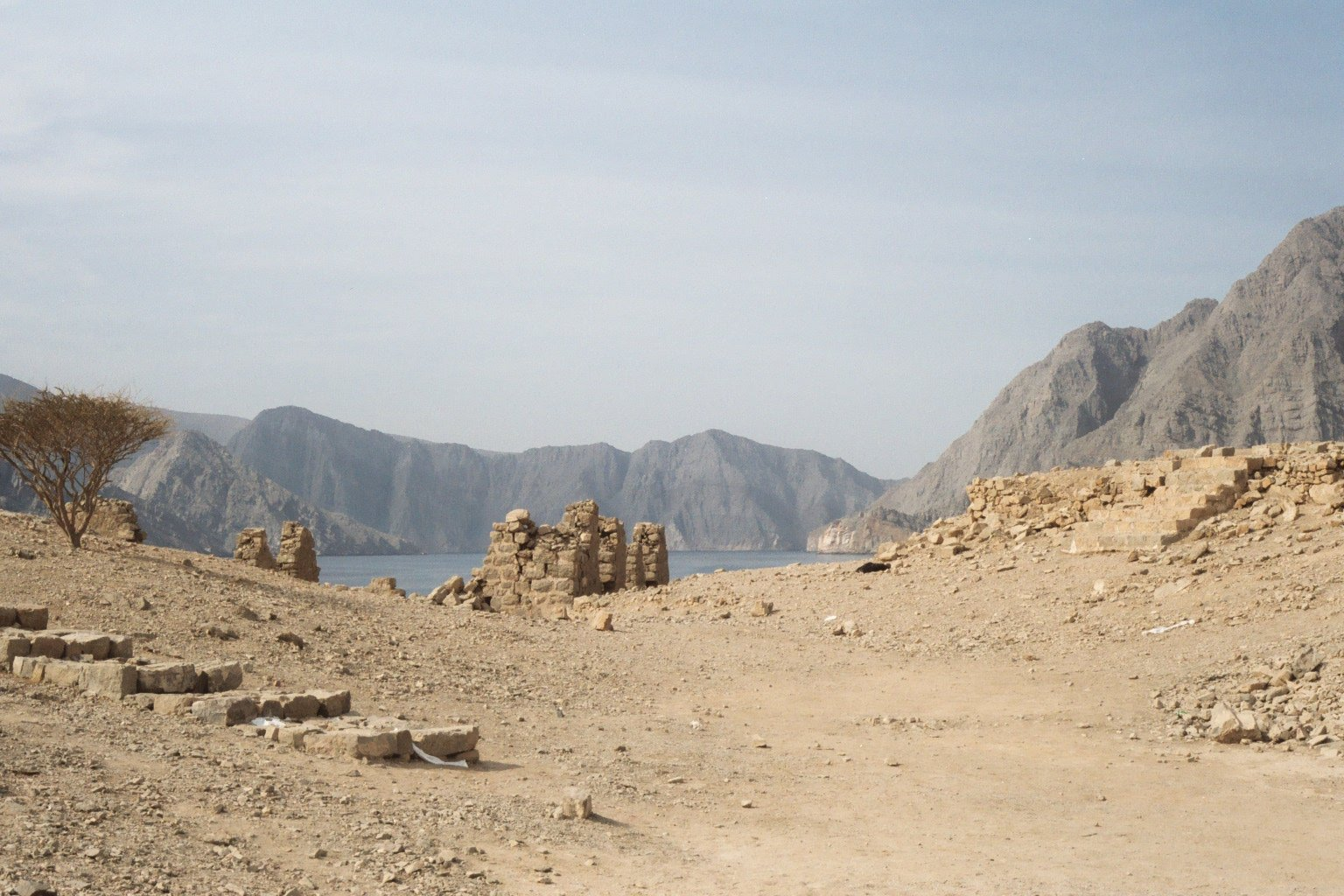
Telegrapheninsel

Im Chaur-asch-Scham-Fjord liegt auch die Telegrapheninsel, ein 160 Meter langes Eiland, auf dem die Briten Mitte des 19. Jahrhunderts im Zuge der Verlegung eines Telegraphenkabels von Basra im Irak nach Indien eine Telegraphenstation errichteten. Von den offenbar gelangweilten Bewohnern auf der Insel stammte auch das Idiom „Going ‘round the bend“. Heute wird die Insel nur noch von Touristen besucht.

#### Das westliche Hadschar-Gebirge
Das Hadschar-Gebirge (manchmal auch Omangebirge genannt) bildet im gesamten Nordoman das Rückgrat südlich der Küste. Für Geologen ist es sehr attraktiv, es treten Gesteinsschichten an die Oberfläche, die sonst viele Kilometer tief lagern. Es regnet relativ viel, das Wasser wird in Falaj-Kanälen eingefangen, die die Bergoasen versorgen. In den Bergen hatten Imame die religiöse Macht, wogegen die politische Macht meist in den Händen des Sultans an der Küste konzentriert war.
Die Orte von Nachl bis nach al-Hazm sind eher von der Batina erreichbar, liegen aber schon in den Bergen. Das Fort von Nachl liegt besonders exponiert auf einem Felsen, Dattelpalmen gaben dem Ort seinen Namen. Spektakuläre Wadis, die Wasser aus den hohen Bergen an die Küste bringen, prägen das Landschaftsbild, das weiße Wadi Wadi Abyad beeindruckt durch blaue oder milchige Teiche. Bilad Sait im schluchtigen Wadi Bani Auf ist eine schöne abgelegene Bergoase. Die größte Stadt dieser Region Rustaq war religiöses Zentrum und oft Sitz der Imame, die in der großen Festungsanlage wohnten. In al-Hazm steht die jüngste der großen Festungen (aus dem Jahr 1708) mit beeindruckenden Toren mit Holzschnitzereien und einem Kanal, der im Inneren für Kühle sorgt. Verwinkelte Gänge und Treppen verwirren den Besucher.
Fandscha und Bidbid am unteren Ende des Wadi Suma'il, dem tiefen Einschnitt zwischen dem westlichen und östlichen Hadschar, sind strategisch wichtige Orte für den Zugang von der Küste zum Gebirge gewesen. Izki, eine Oase, deren Existenz schon seit 2700 Jahren belegt ist, besteht aus zwei aus Lehm gebauten Orten zweier miteinander verfeindeter Stämme. Im saftig grünen Birkat al-Mauz (Bananensee) steht ein prächtiges Wohnfort, Bait ar-Rudaida. Hier zweigt die Zugangsstraße zum Dschabal al-Achdar (grüner Berg) ab, ein Gebirge mit dem 3018 m hohen Dschabal Schams, dem höchsten Berg des Landes.
Nizwa gilt als die heimliche Hauptstadt und ist auch heute der religiöse Mittelpunkt des Landes. Auf dem Souk gibt es Vieh, Obst und Gemüse, aber auch Silberschmiedekunst, z. B. die Krummdolche Khandjar. Das Faszinierende an Mana ist die verfallende Ruinenstadt aus Lehm.
Tanuf beherbergt die Quelle des omanischen Mineralwassers. Der alte Ort wurde 1959 in den Kämpfen zwischen Imam und Sultan bombardiert, eine bizarre Lehmruinenlandschaft blieb übrig. Dahinter beginnt das enge Wadi Tanuf mit einem Stausee. Al-Hamra ist eine der vielen interessanten Oasen mit einem alten Lehmteil mit roten Häusern auf Steinfundamenten und einem modernen Betonteil. Der Ortsteil Misfah liegt ungewöhnlich am steilen Berghang. Bei der Karsthöhle Al Hoota Cave wurde 2005 ein Besucherzentrum mit Geologiemuseum errichtet. Das Wadi Ghul ist der Zugang zum Dschabal Schams. In der Umgebung sind Täler sehr tief eingeschnitten, z. B. der Grand Canyon Omans.
Bahla wird von einer 13 Kilometer langen Stadtmauer umgeben. Bekannt ist die in die UNESCO-Liste der Kulturdenkmäler aufgenommene Lehmfestung Hisn Tamah. Dschabrin ist als Stadt mit dem schönsten Palast berühmt. Er wurde nach langer Zeit des Vergessens in den 90er Jahren restauriert. Hinter der Stadt beginnt die Wüste Hamra ad-Duru, die heute durch Ölbohrungen genutzt wird. In den Bergen gibt es viele prähistorische Fundstätten, am beeindruckendsten die erst in den 70er Jahren wiedergefundene, mehr als 4000 Jahre alte Nekropole von Bat, die auch als Weltkulturerbe geschützt ist. Sehenswert sind die Bienenkorbgräber bei al-Ain, ebenfalls von der UNESCO geschützt. Die moderne Marktstadt Ibri hat einen alten, verlassenen Stadtteil aus Lehm as-Sulaif. In Yanqul gibt es eines der wenigen noch nicht restaurierten mächtigen Forts.
Die riesige Oase Buraimi liegt zum großen Teil im Emirat Abu Dhabi (al-Ain). Es gibt eine lange Geschichte, die sich u. a. in archäologischen Funden dokumentiert.

#### Das östliche Hadschar-Gebirge
In östlichen Hadschar-Gebirge ist es nicht ganz so hoch wie im westlichen Abschnitt, die Berge sind aber nicht weniger schroff. Auf dem Hochplateau gibt es 1.000 Jahre alte Grabtürme.

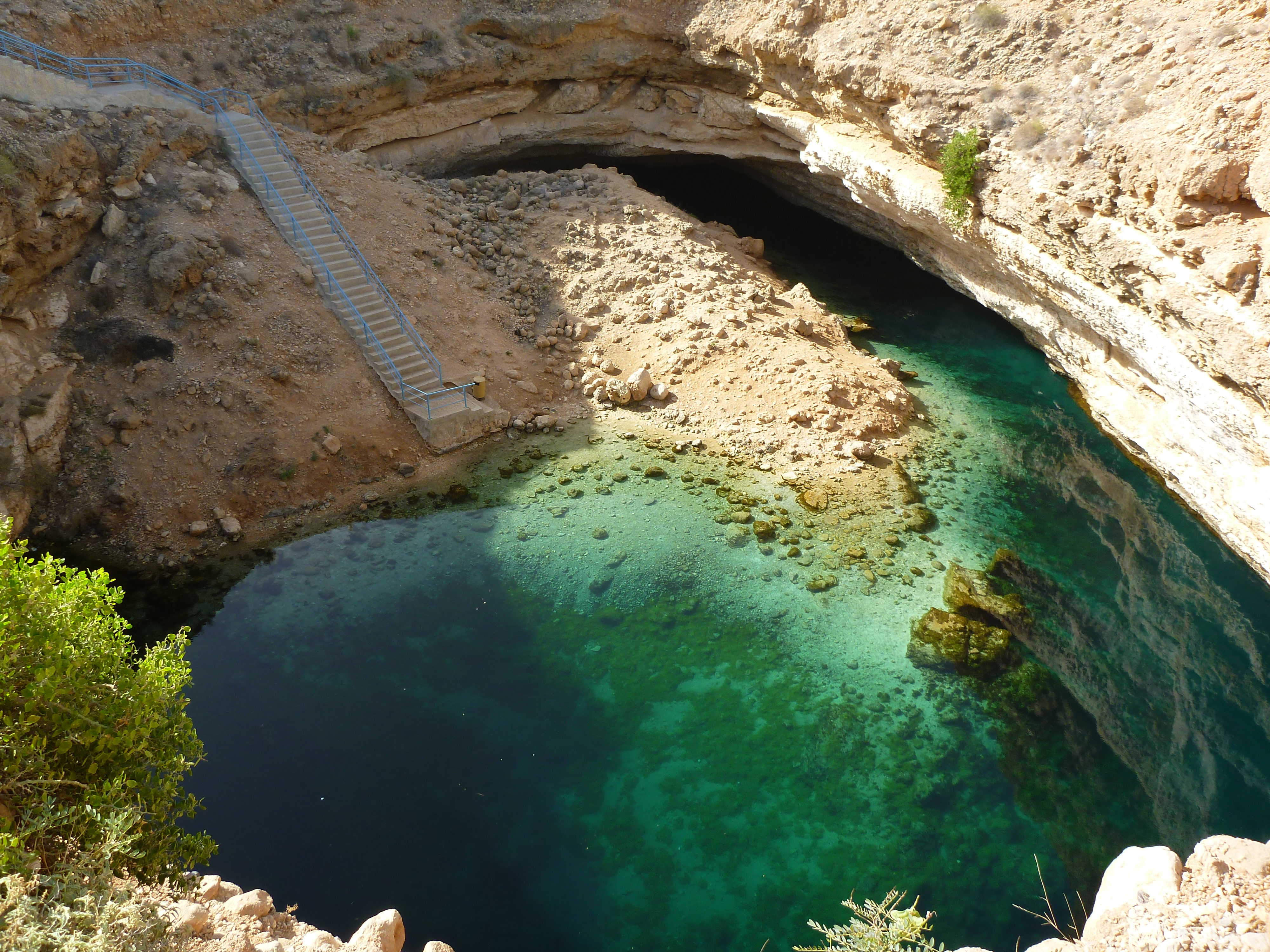
Hawiyyat Nadschm (Dabab Sinkhole), eine Doline an der Küste, südlich von Quriat

An der Küste zwischen Quriat und Sur befindet sich das Hawiyyat Nadschm (englisch Dabab Sinkhole). Hier ist ein Teil einer Höhle eingebrochen und bildet heute eine Doline, die zum Teil mit Wasser gefüllt ist und eine Verbindung zum etwa 500 Meter entfernten Meer hat.
An der Küste münden viele Wadis, von denen manche das ganze Jahr Wasser führen. Die Stadt Quriat war bis 1507, dem Beginn der portugiesischen Besetzung, ein wichtiger Hafen und ist heute recht beschaulich. Einen echten Fluss bildet das Wadi Dhaiqa mit der Teufelsschlucht. Auch die folgenden Täler Wadi Schab und Tiwi gelten als landschaftlich ausgesprochen schön in ihrer Kombination aus üppigem Grün und schroffen Felsen. Kurz vor Sur erreicht man die Ruinen von Qalhat, einer Stadt, die im 12. und 13. Jahrhundert ein wichtiger Handelsplatz war.
Sur hat eine lange Geschichte als Hafenstadt mit Handelsbeziehungen nach Ostafrika und auch heute werden hier Dhaus an der Lagune gebaut. Früher bildete Oman mit Sansibar einen Staat, was sich noch heute im Aussehen der Menschen zeigt. Bis 1960 war Sur die größte Stadt Omans.
Ibra wurde wie manche andere Stadt von verfeindeten Stämmen bewohnt, heute ist aber ihr Mittwochsmarkt, auf dem ursprünglich nur Frauen zugelassen waren, bedeutsamer. Von al-Mudairib sieht man als erstes die vielen Türme, im Detail sind die Holztüren ebenfalls beachtenswert. Die Oase al-Qabil trocknete Mitte des 19. Jahrhunderts aus, die Bewohner wanderten vielfach nach Sansibar aus. 100 Jahre später kehrten viele Sansibaris mit omanischem Ursprung zurück. Das Fort von al-Mintirib wurde statt mit Holz mit Gewölben erbaut. Die Gärten wurden tiefer gelegt, um an das kostbare Wasser besser heranzukommen. al-Hawaiya ist eine ähnliche Oase, die von den sie umgebenden Sanddünen der Wüste Ramlat al-Wahiba auch von oben betrachtet werden kann.
Wadi Bani Chalid hinter bunten Bergen ist ein üppig grünes Tal im harten Kontrast zur umliegenden Wüstenlandschaft. Die aufgestauten Pools von Mukal gehören zu den schönsten Orten des Landes.

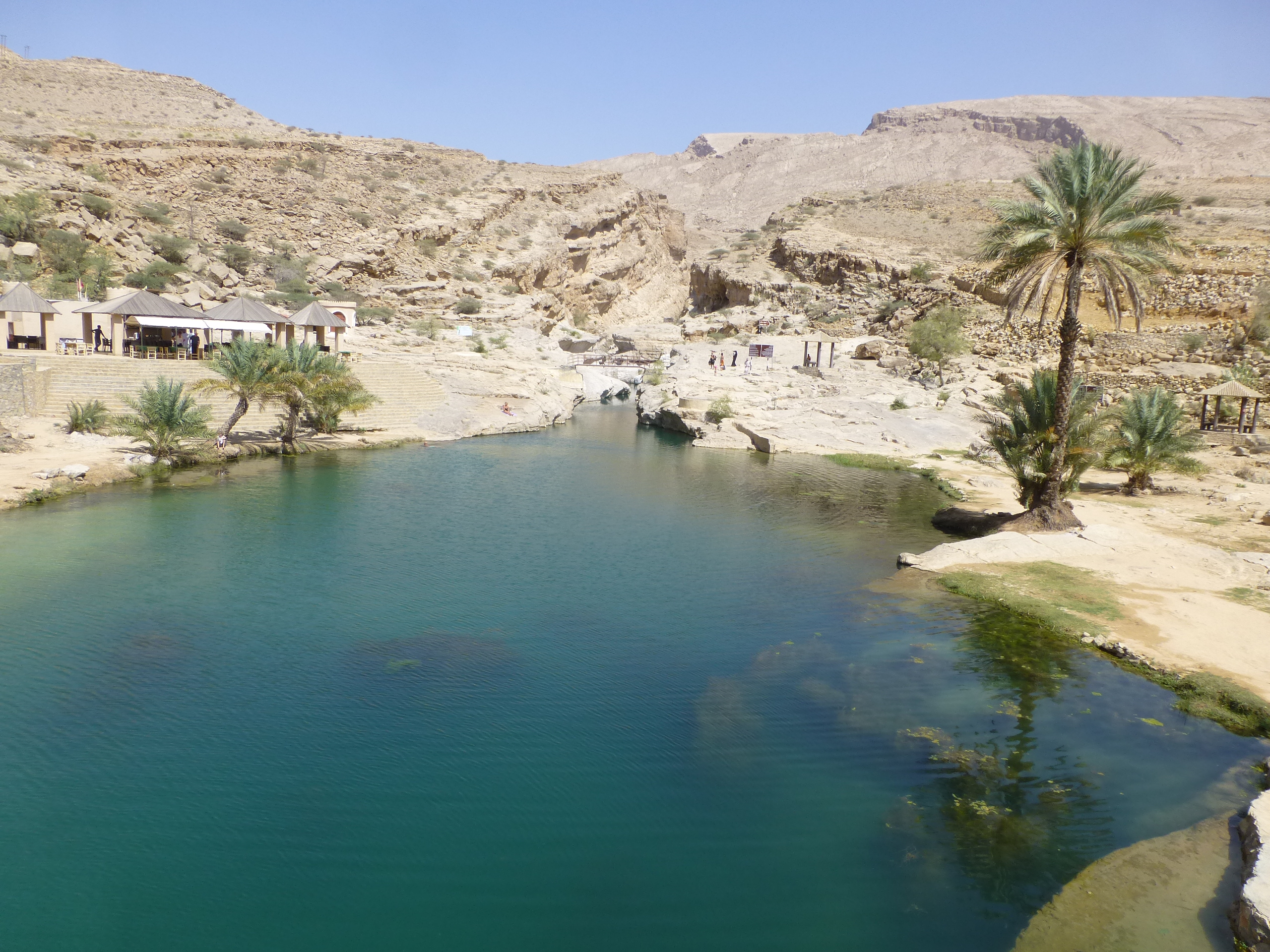
Pool im Wadi Bani Khalid

Eine besondere Herausforderung für Bergsteiger stellt die nahezu 1000 Meter hohen Südostwand des Dschabal Mischt dar.

#### Dscha'alan
Der östlichste Abschnitt des Hadschar-Gebirges heißt Dscha'alan. Die Küste östlich von Sur ist weiterhin schön und von weit ins Landesinnere hineinragenden Lagunen bestimmt. Den östlichsten Punkt der Arabischen Halbinsel bildet das Kap Ras al-Hadd. Etwas südlich liegt das Naturschutzgebiet am Steilküstenkap Ras al-Dschinz, an dem Schildkröten nachts ihre Eier ablegen. Südlich davon liegen mehrere große, aber arme Fischerorte. Das 108 km lange Wadi Batha bildet die Grenze zur südwestlich gelegenen Wahiba-Wüste, die früher verfeindeten Oasen Bani Bu Ali und Bani Bu Hasan liegen an seinem Rand.

### Die Mitte und der Süden des Sultanats Oman
Flächenmäßig bestimmt die große Wüste Rub al-Chali den Süden, an der Küste jedoch liegen abwechslungsreiche Landschaften.

#### Die Ostküste
Auf dem Weg an die einsame Ostküste passiert man das Wadi Samad mit Gräbern aus der Eisenzeit und die Oasen Al-Mudhaibi und Sanau, die wie viele andere aus einem (fast) verlassenen alten Ortskern und Neubaustadtteilen bestehen.
Die Wüste Ramlat al-Wahiba erstreckt sich über mehr als 200 km südwärts und reicht mit einer Breite von etwa 80 km bis an die Küste. Über versteinerten alten Sanddünen erstreckt sich eine schier endlose Dünenlandschaft: im Norden rötlich, gerade und bis 200 m hoch, im Südteil kleiner, sichelförmig und honigfarben. Im Inneren gibt es sandfreie Gebiete mit vielfältiger Vegetation und Tierwelt.
Der Küstenstreifen ist langgezogen und schlecht erreichbar, aber abwechslungsreich. Sandstrände wie bei al-Chaluf oder Ras al-Duqm, unwegsame Gebirge wie am Ras Madraka und Buchten und Wadis wie in Shuwaymiyah wechseln sich ab. Modernität hält in Form von Meerwasserentsalzungsanlagen Einzug. Die in freier Wildbahn schon ausgerotteten Oryxantilopen hatten in einem 25.000 km² großen Schutzgebiet eine neue Heimat gefunden, sie wurden von Beduinen betreut. Zwischen 1996 und 2007 ging die Zahl der Tiere jedoch von 450 auf 65 zurück, das Schutzgebiet wurde zugunsten der Ölförderung um 90 % verkleinert. Der Titel des Weltnaturerbe wurde deshalb 2007 von der UNESCO gestrichen.
Die Insel Masira liegt 10 km vom Festland entfernt. Sie ist 80 km lang, aber fast nur an der Nordspitze besiedelt. Die Kuria-Muria-Inseln Dschuzur al-Hallaniyyat sind dünn besiedelt und schwer erreichbar.

#### Das „Leere Viertel“ Rub al-Chali
Die fast menschenleere Rub al-Chali liegt zum größten Teil im Nachbarstaat Saudi-Arabien, aber auch mehr als die Hälfte des Sultanats Oman wird von ihr bestimmt. Es gibt sowohl Sanddünen als auch Kieswüsten. Auf der Straße in den Süden ist Adam die letzte große Oase. Das Besondere dieser Stadt ist die Lehmarchitektur mit einem verwirrenden Grundriss. Bei Haima kann man kaum von einer Stadt sprechen, aber die Läden bilden einen zentralen Anlaufpunkt für nomadische Beduinen. Bei der Siedlung Schisr mitten in der Wüste glaubt man das legendär reiche Ubar wiedergefunden zu haben.

#### Dhofar
Die Region Dhofar im Süden des Sultanats Oman beginnt schon in der hunderte Kilometer langen Kiesebene, wird dann aber sehr abwechslungsreich. Die Landschaft steigt zur Küste hin auf bis 1800 m an in den Berggebieten Dschabal Qamar, Dschabal Qara und Dschabal Samhan. An der Wasserlinie säumen Palmen die Sandstrände. Von Juni bis September verwandelt der nieselige und neblige Charif die Region in ein grünes Paradies. Hier wächst auch das früher sehr wichtige Handelsgut, der Weihrauch.
Vor dem Nordrand des Dschabal Qara liegt der große Ort Thumrait. Im Nadschd, dem Streifen am Nordrand des Dhofar-Gebirges, wachsen die nicht kultivierbaren knorrigen Weihrauchbäume. Der Süden des Dschabal Qara ist im Sommer und Herbst sehr grün, sonst eher braun. Die Schlucht von Ayun und einige Quellengebiete sind sehenswert.

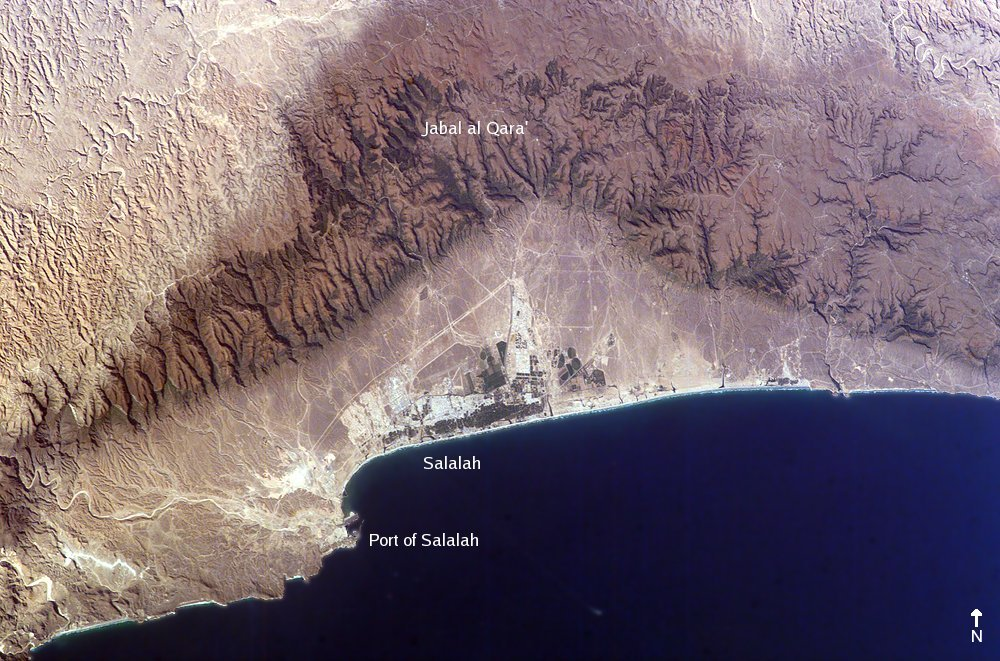
Salala und die Bergkette Dschabal Qarar auf einem Satellitenfoto (Foto: NASA)

Salala ist Hauptstadt des Dhofar und damit des Südens des Landes. Durch das schnelle Wachstum blieb nicht viel von der alten Bausubstanz. Grüne Plantagen lassen die Stadt angenehm erscheinen. Im Stadtteil al-Hafa stehen noch einige der typischen Häuser aus Kalksteinblöcken.
Beim Fischerort Taqa steht ein kleines Wohnfort des Wali. Bei der Lagune Khor Rori stehen Überreste des antiken Weihrauchhafens des Königreichs Hadramaut Samhuram, auch UNESCO-Weltkulturerbe. Die Mauern der Ruinen sind auch heute noch imponierend. Der noch recht ursprüngliche Ort Mirbat war ein im 17. und 18. Jahrhundert wichtiges Handelszentrum, großen Handelshäusern sieht man noch den früheren Reichtum an. Wie die anderen Gebirge des Sultanats ist auch der Dschabal Samhan spektakulär, es finden sich große Dolinen, Karsthöhlen, deren Decken eingestürzt sind. Weiter östlich stößt das Gebirge direkt an die Küstenlinie, das Wadi Raikut ist extrem tief eingeschnitten und so unerreichbar, dass hier noch Leoparden leben.
Vor der Küste des Dhofar liegen in der Churiya-Muriya-Bucht die Churiya-Muriya-Inseln.
Nach Westen in Richtung Jemen erreicht man den zwischen Lagunen liegenden Ort Mughsail. Eine spektakulär gebaute Serpentinenstraße führt auf das Plateau des zerklüfteten Dschabal Qamar mit tief eingeschnittenen Wadis.

## Humangeographie

### Politische Geographie

#### Staatsgebiet
Oman liegt an der südöstlichen Küste der Arabischen Halbinsel zwischen 26°25′ und 16°36′″ nördlicher Breite und 52°00′ und 59°51′ östlicher Länge.
Das Sultanat Oman hat eine offizielle Landesfläche von etwa 309.500 km². Ältere Angaben, die das Staatsgebiet mit nur 212.000 km² (82.000 sqm) angeben, datieren aus den frühen 1950er Jahren und berücksichtigen nicht die aktuellen, auf Grenzverträgen mit den Nachbarländern beruhenden Staatsgrenzen. Die angrenzenden Staaten sind der Jemen mit einer gemeinsamen Grenze von 288 km, die Vereinigten Arabischen Emirate mit 410 km und Saudi-Arabien mit 676 km.